# Al Capote
Cet article possède un paronyme, voir Al Capone (homonymie).
Ne doit pas être confondu avec Alkpote.
Roman détergent et légèrement aphrodisiaque
Al Capote, publié en juin 1992, est le 153e roman de la série « San-Antonio », écrit par Frédéric Dard sous le nom de plume de San-Antonio. Il est sous-titré « Roman détergent et légèrement aphrodisiaque ».
Le récit se déroule à Los Angeles, San Francisco et New York. San-Antonio, Bérurier et Mathias sont amenés à enquêter sur l'assassinat de John F. Kennedy, trente ans après les événements.
Le titre du roman se réfère humoristiquement au gangster Al Capone et au préservatif (« capote »).

## Personnages principaux
- Personnages récurrents
  - San-Antonio : héros et narrateur du roman, directeur de la police judiciaire de Paris.
  - Alexandre-Benoît Bérurier : inspecteur de police.
  - Xavier Mathias : policier, collègue de San-Antonio et de Bérurier.

- Personnages liés à ce roman
  - Alfred Constaman : ancien délinquant jadis détenu à Alcatraz
  - Tom Garden : ancien chirurgien esthétique, tué en 1963 par Robin Bolanski.
  - Robin Bolanski : ancien truand incarcéré à Alcatraz.
  - Lieutenant Quinn : membre de la CIA.
  - Norma Cain : actrice.

## Résumé

### Mise en place de l'intrigue
Chapitres 1 à 4.
La mère de San-Antonio a lu dans un magazine grand public l'histoire d'Alfred Constaman, un ancien délinquant jadis détenu à Alcatraz qui, après plusieurs années de détention, avait tenté de retourner en cachette dans la célèbre prison.
Intrigué, San-Antonio rencontre donc le vieux Constaman dans son hospice. L'homme lui répond qu'il ne répondra qu'aux questions de Félicie. La mère du commissaire le rencontre et résume l'entretien à San-Antonio. En 1963, un autre détenu, Tom Garden, avait affirmé à Constaman que le président Kennedy serait bientôt assassiné et qu'il avait caché dans sa cellule un document à ce sujet. Quelques semaines après, Garden avait été tué par un autre détenu, Robin Bolanski. Ce dernier avait été libéré pour bonne conduite. Constaman avait donc tenté de récupérer le précieux document au sein de la prison mais sa tentative avait échoué. Il avait quitté les États-Unis et était revenu vivre en France.
De plus en plus étonné, San-Antonio décide de prendre quatre jours de congé et de se rendre à Los Angeles pour y rencontrer Robin Bolanski. Accompagné de Bérurier et de Xavier Mathias, il rencontre effectivement Bolanski. Le vieil homme refuse de parler. Toutefois, grâce à un sérum de vérité concocté par Xavier Mathias, il révèle qu'un « lieutenant Quinn » lui avait proposé un marché : tuer Tom Garden en échange d'une libération anticipée. Bolanski avait tué Garden lors d'une rixe et avait été effectivement libéré l'année suivante.
Les Français, en enquêtant à l'ancien domicile de Tom Garden, apprennent de ses anciens voisins que Garden connaissait l'actrice Norma Cain.

### Aventures et développements
San-Antonio récupère le fameux document lors d'une nuit passée dans le pénitenticier désaffecté. Malgré le temps écoulé, leur enquête ne plait pas du tout à certains individus qui les surveillent étroitement et se débarrassent sans pitié des témoins.

### Dénouement
Après une dernière confrontation à l'ambassade de France à New York avec Harry, un responsable de la CIA, San-Antonio et ses seconds s'échappent avec le secret et rejoignent Paris.

## Quelques citations
- « Il a le teint jaunassou, le cheveu de jais coiffé à l'huile d'olive. D'écœurants grains de beauté  presque tumoraux (to morrow) parsèment son visage, avec un vrai archipel au menton. Son regard est viceloque, charognard et cruel sous l'assoupissement inhérent au quotidien abrasif. L'une de ses paupières tombe plus que l'autre et la seconde moins que la première. Un mégot de cigare est accroché à la commissure de ses lèvres. Il ressemble à un vieil Al Capone décati. »[1].

## Autour du roman
- Un an après les aventures du présent roman, San-Antonio sera de nouveau amené à revenir enquêter aux États-Unis dans Foiridon à Morbac City, publié en juin 1993.
- Xavier Mathias a un rôle important dans cette aventure, d'abord grâce à ses nombreuses inventions utilisées par San-Antonio (sérum de vérité, gaz sédatif, colle ultra forte), ensuite par la description détaillée de sa vie sexuelle qu'il fait sous l'effet de son propre sérum de vérité. En page 45 de l'édition de 1992, il est fait référence à la rencontre de Xavier Mathias et de San-Antonio dans une aventure antérieure : Bosphore et fais reluire (1991, n°147 de la série San-Antonio).

## Intitulés des chapitres
Les titre de 17 chapitres (sur 18) font référence à une œuvre littéraire ou cinématographique ; pour chacun d'eux Frédéric Dard évoque le nom de l’auteur en note de bas de page :
- Chapitre 1 : « Le Vieil Homme hait la Mère » d'après Ernest Hemingway
- Chapitre 2 : « Sales lambeaux » d'après Gustave Flaubert
- Chapitre 3 : « Les Pleurs du Mâle » d'après Charles Baudelaire
- Chapitre 4 : « Mac Bête » d'après William Shakespeare
- Chapitre 5 : « Les Lésions dangereuses » d'après Pierre Choderlos de Laclos
- Chapitre 6 : « Voilages au bout de la nuit » d'après Louis-Ferdinand Céline
- Chapitre 7 : « Le Soulier de sapin » d'après Paul Claudel
- Chapitre 8 : « L'Happé des profondeurs » (La Paix des profondeurs) d'après Aldous Huxley
- Chapitre 9 : « La Bataille duraille » d'après René Clément
- Chapitre 10 : « Les Pots cédés » d'après Fiodor Dostoïevski
- Chapitre 11 : « Autant en emporte l'ovin » d'après Margaret Mitchell
- Chapitre 12 : « L'Amarre au diable » d'après George Sand
- Chapitre 13 : « Le Mythe décisif » d'après Albert Camus
- Chapitre 14 : « Guère épais » d'après Léon Tolstoï
- Chapitre 15 : « Les Parrains terribles » d'après Jean Cocteau
- Chapitre 16 : « Prêcheur d'Island » d'après Pierre Loti
- Chapitre 17 : « La Baise de Castro » (L'Abbesse de Castro) d'après Stendhal
- Chapitre 18 : « Rajouts » (sans référence à une œuvre littéraire).